# Sengenthal
Sengenthal è un comune tedesco di 2 889 abitanti, situato nel land della Baviera.